# Megàpode de les Filipines
El megàpode de les Filipines (Megapodius cumingii) és una espècie d'ocell de la família dels megapòdids (Megapodiidae) que viu en zones de boscos, selva humida i encara matolls costaners de Borneo, Sulawesi i illes properes i l'arxipèlag de les Filipines, incloent Palawan i l'arxipèlag de Sulu.